# Eight Bit
Eight Bit Co., Ltd. (яп. 東京) — японська аніме-студія. Створена у вересні 2008 року. Дистриб'ютор «Dustforce» 2017 року.

## Роботи

### Аніме-серіали
| Рік  | Назва                                                       | Режисер(и)                    | Еп. | Адаптація                                                                                      |
| ---- | ----------------------------------------------------------- | ----------------------------- | --- | ---------------------------------------------------------------------------------------------- |
| 2024 | That Time I Got Reincarnated as a Slime Season 3            | Накаяма Ацучі                 | 24  | Продовження That Time I Got Reincarnated as a Slime 2                                          |
| 2024 | Mahouka Koukou no Rettousei, 3 сезон                        | Джиммі Стоун                  | 13  | Продовження The Irregular at Magic High School: Visitor Arc                                    |
| 2024 | Laid-Back Camp: Season 3                                    | Тосака Шін                    | 12  | Продовження Laid-Back Camp: Season 2 студії C-Station                                          |
| 2023 | Shy                                                         | Андо Масаомі                  | 12  | Манґа                                                                                          |
| 2023 | Synduality: Noir                                            | Ямамото Юсуке                 | 24  | На основі різних проєктів Bandai Namco Entertainment, Bandai Namco Filmworks та Bandai Spirits |
| 2022 | Синя тюрма                                                  | Ватанабе Тецуакі              | 24  | Манґа                                                                                          |
| 2022 | Заохочення до підкорення вершин: Next Summit                | Ямамото Юсуке                 | 12  | Продовження Заохочення до підкорення вершин: третій сезон                                      |
| 2021 | The Slime Diaries: That Time I Got Reincarnated as a Slime  | Ікухара Юджі                  | 12  | Спін-оф That Time I Got Reincarnated as a Slime                                                |
| 2021 | That Time I Got Reincarnated as a Slime 2                   | Накаяма Ацучі                 | 24  | Продовження That Time I Got Reincarnated as a Slime                                            |
| 2020 | Mahouka Koukou no Rettousei: Visitor Arc                    | Йошіда Рісако                 | 13  | Продовження Mahouka Koukou no Rettousei                                                        |
| 2020 | If My Favorite Pop Idol Made It to the Budokan, I Would Die | Ямамото Юсуке                 | 12  | Манґа                                                                                          |
| 2019 | Stars Align                                                 | Акане Кадзукі                 | 12  | Оригінальне                                                                                    |
| 2018 | That Time I Got Reincarnated as a Slime                     | Кікучі Ясухіто                | 24  | Ранобе                                                                                         |
| 2018 | Заохочення до підкорення вершин: третій сезон               | Ямамото Юсуке                 | 13  | Продовження Заохочення до підкорення вершин: другий сезон                                      |
| 2018 | How to Keep a Mummy                                         | Каорі                         | 12  | Манґа                                                                                          |
| 2017 | Knight's & Magic                                            | Ямамото Юсуке                 | 13  | Ранобе                                                                                         |
| 2016 | Rewrite                                                     | Теншьо                        | 24  | Візуальна новела                                                                               |
| 2016 | Shōnen Maid                                                 | Ямамото Юсуке                 | 12  | Манґа                                                                                          |
| 2015 | Comet Lucifer                                               | Накаяма Ацучі Кікучі Ясухіто  | 12  | Оригінальне                                                                                    |
| 2015 | The Eden of Grisaia                                         | Теншьо                        | 10  | Третя екранізація трилогії візуальної новели                                                   |
| 2015 | Absolute Duo                                                | Накаяма Ацучі                 | 12  | Ранобе                                                                                         |
| 2014 | The Fruit of Grisaia                                        | Теншьо                        | 13  | Перша екранізація трилогії візуальної новели                                                   |
| 2014 | Заохочення до підкорення вершин: другий сезон               | Ямамото Юсуке                 | 24  | Продовження Заохочення до підкорення вершин                                                    |
| 2013 | Tokyo Ravens                                                | Канасакі Такаомі              | 24  | Ранобе                                                                                         |
| 2013 | Walkure Romanze                                             | Ямамото Юсуке                 | 12  | Візуальна новела                                                                               |
| 2013 | Infinite Stratos 2                                          | Тосака Сусуму Кікучі Ясухіто  | 12  | Продовження Infinite Stratos.                                                                  |
| 2013 | Заохочення до підкорення вершин                             | Ямамото Юсуке                 | 12  | Манґа                                                                                          |
| 2012 | Busou Shinki                                                | Кікучі Ясухіто                | 12  | На основі фігурок броньованих жінок Busou Shinki, виготовлених Konami Digital Entertainment.   |
| 2012 | Aquarion Evol                                               | Каваморі Шьōджі Ямамото Юсуке | 26  | Продовження Genesis of Aquarion. Спільно с Satelight.                                          |
| 2011 | Infinite Stratos                                            | Кікучі Ясухіто                | 12  | Ранобе                                                                                         |

### Фільми
| Рік  | Назва | Режисер(и)      | Адаптація                                                                         |
| ---- | --- | --------------- | --------------------------------------------------------------------------------- |
| 2024 | Синя тюрма: Історія Наґі                                                                                     | Ішікава Шюнсуке | Екранізація спін-оф манґи Синя тюрма: Історія Наґі                                |
| 2022 | That Time I Got Reincarnated as a Slime: The Movie – Scarlet Bond                                            | Кікучі Ясухіто  | Засновано на першому сезоні That Time I Got Reincarnated as a Slime               |
| 2021 | Mahouka Koukou no Rettousei: Reminiscence Arc                                                                | Йошіда Рісако   | Продовження Mahouka Koukou no Rettousei: Visitor Arc спільно з Eight Bit Niigata. |
| 2017 | The Irregular at Magic High School: The Movie – The Girl Who Summons the Stars (Mahouka Koukou no Rettousei) | Йошіда Рісако   | Оригінальний сюжет                                                                |
| 2015 | The Labyrinth of Grisaia                                                                                     | Теншьо          | Друга екранізація трилогії візуальної новели The Fruit of Grisaia                 |
| 2009 | Macross Frontier: Itsuwari no Utahime                                                                        | Каваморі Шьоджі |                                                                                   |

### OVA
| Рік  | Назва                                              | Режисер(и)               | Еп. | Адаптація                                    |
| ---- | -------------------------------------------------- | ------------------------ | --- | -------------------------------------------- |
| 2019 | That Time I Got Reincarnated as a Slime            | Кікучі Ясухіто           | 5   |                                              |
| 2017 | Заохочення до підкорення вершин: Omoide no Present | Ямамото Юсуке            | 1   |                                              |
| 2014 | Infinite Stratos 2: World Purge                    | Кікучі Ясухіто           | 1   |                                              |
| 2013 | Infinite Stratos 2: Long Vacation Edition          | Хорії Кумі Тосака Сусуму | 1   | Розширена версія першої серії другого сезону |
| 2011 | IS Encore: A Sextet Yearning for Love              | Кікучі Ясухіто           | 1   | Продовження IS <Infinite Stratos>            |

### ONA
| Рік  | Назва                             | Режисер(и)    | Еп. | Адаптація                                                                   |
| ---- | --------------------------------- | ------------- | --- | --------------------------------------------------------------------------- |
| 2023 | Coleus no Yume                    | Накаяма Ацуші | 3   | Оригінальна історія, дія якої відбувається між першим та другим сезонами    |
| 2022 | Sukuwareru Ramiris                |               | 2   | Короткометражка, випущена на обмежений час на YouTube-каналі Bandai Spirits |
| 2020 | Zenonzard The Animation           | Ойкава Кей    | 9   |                                                                             |
| 2019 | Zenonzard The Animation Episode 0 |               | 1   | Екранізація мобільної гри Zenonzard від Bandai                              |